# Novosvobódnaya
Novosvobódnaya (del ruso: Новосвободная) es una stanitsa del raión de Maikop en la república de Adiguesia de Rusia. Está situada río arriba de la confluencia del río Mamriuk y el río Fars, 29 km al sudeste de Tulski y 38 km al sudeste de Maikop, la capital de la república. Tenía 633 habitantes en 2010
Pertenece al municipio de Abadzéjskaya.

## Historia
La stanitsa fue fundada en 1862 con el nombre de Verjne-Farsovskaya y ese mismo año fue rebautizada como Tsárskaya. Fue parte del otdel de Maikop del óblast de Kubán hasta 1920, año en que recibió su nombre actual

## Lugares de interés
En la localidad se hallan las ruinas de una capilla de piedra blanca construida en 1881 en conmemoración de la entrevista que se produjo en Novosvobódnaya entre el zar Alejandro II y una delegación adigué el 17 de septiembre de 1861. En los alrededores se hallan varios dólmenes, pertenecientes a la cultura de los dólmenes del Cáucaso Occidental.